# System/88
System/88（S/88、システム/88、しすてむはちじゅうはち）は、IBMが1985年にリリースした無停止コンピュータ（フォールトトレラント設計のコンピュータ）である。

## 名称
正式名称は「IBM System/88」である。

## 概要
IBM System/88は、ストラタスが開発したフォールトトレラント・コンピュータを、IBMがOEM提供を受けたものである。全てのハードウェア（部品）を二重化（多重化）し、オンラインの業務停止を最小化したい金融、小売、製造市場などで使用された。

## 歴史
- 1985年 System/88 発表

## 詳細
IBM System/88は、ストラタスコンピュータ（現 ストラタステクノロジー）のStratus/32をベースとし、IBMが以下の拡張を行ったものである。
- IBMの周辺機器サポート（PC、プリンター）
- ソフトウェアの拡張（多国語対応）
- ネットワーク(Systems Network Architecture)

IBM System/88は以下の4モデルがあり、モトローラの32ビットのマイクロプロセッサである68020 を搭載していた。
- Model 80 (1-WAY)
- Model 82 (2-WAY)
- Model 83 (3-WAY)
- Model 84 (4-WAY)

PL/Iで書かれた分散型のオペレーティングシステムは仮想記憶に対応しており、ユーザーアプリケーションを稼働させた。ハードウェア的には二重化（多重化）されていたが、ユーザーは単体でもネットワーク内でもシングルシステムイメージで使用できた。システムは統合されたトランザクション処理機能を維持し、ユーザーは6つの言語（PL/I、FORTRAN、COBOL、Pascal、BASIC、C）でアプリケーションプログラムを書く事ができた。
主な競合相手はタンデムコンピューターズのNonStopシリーズであった。しかし1987年頃からIBMは製品系列を4つ（PS/2、AS/400、RS/6000、ES/9000）に集約し始めた背景もあり、このSystem/88の以前にも以後にも、IBMはSystem/88のようなフォールトトレラント専用のコンピュータは出荷していない。